# Nadine Plateau
 (mai 2023).
Nadine Plateau, née en 1941, est une militante féministe belge de la première heure,.
Diplômée en 1963 en philologie germanique (ULB), elle enseigne d’abord l’anglais en Algérie (pays alors indépendant depuis un an), puis le français à de futurs instituteurs au Zaïre. Les expériences au sein de ces deux pays lui font découvrir les inégalités sociales, économiques et politiques liées à la colonisation.

## Biographie
Commençant en 1968 sa carrière d’enseignante en Belgique, elle milite pour une école plus égalitaire, notamment avec le groupe Hypothèse d’école.
En 1972, elle participe à la première « Journée des femmes » au Passage 44 à Bruxelles, qui marque le renouveau du féminisme belge.
Soucieuse de justice sociale, Nadine Plateau s’engage d’abord dans le combat pour le droit à l’avortement et à la contraception en assurant une permanence pour les femmes qui souhaitent interrompre leur grossesse.
En 1974, elle collabore à la création de la Maison des femmes de Bruxelles,(1re en Belgique). Grâce à un congé sabbatique, elle y assure une permanence en 1975, Année internationale de la femme. La Maison est un lieu d’initiatives nombreuses (permanence avortement, ateliers de plomberie et d’électricité, self-défense, comité anti-viol etc.) pour libérer les femmes des multiples oppressions qu’elles subissent.
Elle rejoint ensuite l’Université des femmes, (créée en 1982 par Françoise Collin, directrice des Cahiers du Grif et Hedwige Peemans-Poullet après la scission en 1980 entre le Grif et l’Université des femmes). Elle en sera présidente (tirée au sort) de 1982 à 1988.
En 1982, la revue Chronique féministe voit le jour ; Nadine Plateau y coordonne des numéros thématiques et écrit des articles et ce, jusqu’à aujourd’hui.
Quand paraît la Résolution européenne pour l’égalité des filles et garçons à l’école (1985), Nadine Plateau s’efforce de sensibiliser la communauté éducative aux discriminations réelles que subissent les filles à l’école. Elle organise — sur le thème de l’égalité dans l’enseignement obligatoire - des journées d’études et des tables rondes; elle réalise des dossiers dans Chronique féministe,,et collabore à une publication sur L'école au féminin.
Plus tard, elle participe au colloque « Filles, garçons : une même école ? » organisé par la Direction de l'égalité des chances (2014).
Avec Sophia, réseau belge des études de genre, dont elle est cofondatrice (en 1989) et présidente (de 1998 à 2007), Nadine Plateau va travailler à intégrer les enseignements et les savoirs féministes dans les universités. En 2 étapes :
- de 2000 à 2005, se développent des expériences pilotes, notamment  l’organisation d’une chaire féministe dans les universités francophones[22]. Nadine Plateau, alors directrice de Sophia, obtient en 2001 de la Ministre de l’Emploi en charge de l'égalité des chances , Laurette Onkelinx, le soutien politique et financier nécessaire pour créer cette chaire annuelle afin de rattraper le retard par rapport à la Flandre.
- de 2010 à 2017, elle travaille à la réalisation d'une étude de faisabilité d'un master[23], et elle met sur pied un groupe de travail qui aboutira à la création d'un master de spécialisation en études de genre (2017)[24].

De 2005 à 2021, Nadine Plateau préside la Commission Enseignement du Conseil des femmes francophones de Belgique, commission pluraliste qui a pour objectif l’égalité réelle des filles et des garçons, des femmes et des hommes, dans tout le système éducatif. Cette Commission vise notamment à intégrer la question du genre dans les deux réformes en cours dans le monde de l’enseignement : le Pacte pour un enseignement d’excellence et la réforme de la Formation initiale des enseignant-e-s. Là encore, Nadine Plateau analyse, interpelle les instances de décision ,.
À côté de ses travaux et combats pour l’enseignement, Nadine Plateau s’est investie dans des activités liées à la création artistique.
Soucieuse d’augmenter la visibilité des femmes dans le monde du cinéma, elle participe à l’organisation du premier festival du film de femmes « Ellestournent/damesdraaien », . Elle crée le prix Cinégalité (1990),, destiné à encourager les étudiantes et étudiants des écoles d’art et de cinéma à proposer une vision non stéréotypée des femmes et des hommes. 
De même, pour faire mieux connaître les artistes plasticiennes d’hier et surtout d’aujourd’hui, elle présente leurs travaux dans différentes revues, Revue Nouvelle, Cahiers Marxistes, Revue Politique, Cahiers internationaux du symbolisme, Chronique féministe.
En 2023, elle est toujours active dans le milieu associatif féministe où elle coordonne un groupe de travail de Sophia « Genre et ESNU »pour l'intégration du genre dans l'enseignement supérieur non universitaire . Elle participe au groupe de recherche du FNRS « Relire les Cahiers du GRIF ».  Elle donne cours, en formation continue des adultes, à HUSCI ULB dans les modules « Genre et Enseignement » et « Animer en mixité/non mixité» du certificat « Genre et sexualité ».  Elle s'investit aussi dans le projet d’anniversaire des 50 ans de la Maison des femmes.

## Publications
Quelques titres :
- Penser c'est déjà changer : à propos de la réflexion féministe en Belgique francophone (1970-2005), 2005[47].
- « Art et féminisme ou l’insistance tactique sur la différence sexuelle", in Femmes et autonomie, Pensées féministes, Université des femmes, 2011 p.73-92.
- La femme prostituée et la femme voilée. Deux figures qui questionnent les féminismes, Labrys, numéro 20-21 (juillet / décembre 2011-2012, numéro double) de Labrys, études féministes/ estudos feministas[48].
- Hier les sorcières, aujourd'hui..., La Revue Nouvelle , L'Europe dans la ruée vers l'or, novembre 2013.
- Chine 87. Les autres, un film de Violaine de Villers et Jean-Pierre Outers, La Revue Nouvelle, 2018[49].
- Conversation avec Marianne Berenhaut,, Editions Tandem, octobre 2018.
- « Arts, naissance de la critique féministe», Encyclopédie d’histoire des femmes. Belgique XIX-XX siècles, Gubin, Jacques, Marisal, dir, Racine, p. 44-48, 2018.
- « Les taches de l’instant pur » ou Berthe Morisot, ressuscitée, La Revue Nouvelle , Juillet 2019.
- La culture à l’épreuve des féminismes, in Journal 50 de Culture et Démocratie, Culture : la part des femmes, juin 2019[50] .
- Sexualité, la force de la parole, La Revue Nouvelle, août 2020[51].
- Espace ou géopolitique genrée d’une cour de récréation», in L'école à travers le cinéma, Mardaga, 2020[52], p. 75-91.
- Sexualité, que veulent les femmes ?, La Revue Nouvelle , août 2020[53].